# Theta Aurigae
Theta Aurigae (θ Aur / θ Aurigae) è una stella binaria di magnitudine 2,62 situata nella costellazione dell'Auriga. Dista 173 anni luce dal sistema solare.

## Nome
La stella è conosciuta anche con il nome Mahasim, dall'arabo Arabic المِعْصَم al-micşam che significa "polso del cocchiere", nome utilizzato per indicare inoltre la stella η Aur (Eta Aurigae). Era conosciuta dagli astronomi della Cina feudale come 五車四 (la quarta stella della costellazione delle Cinque Carrozze).

## Osservazione
Si tratta di una stella situata nell'emisfero celeste boreale. La sua posizione moderatamente boreale fa sì che questa stella sia osservabile specialmente dall'emisfero nord, in cui si mostra alta nel cielo nella fascia temperata; dall'emisfero australe la sua osservazione risulta invece più penalizzata, specialmente al di fuori della sua fascia tropicale. La sua magnitudine pari a 2,6 le consente di essere scorta con facilità anche dalle aree urbane di moderate dimensioni.
Il periodo migliore per la sua osservazione nel cielo serale ricade nei mesi compresi fra fine ottobre e aprile; nell'emisfero nord è visibile anche per un periodo maggiore, grazie alla declinazione boreale della stella, mentre nell'emisfero sud può essere osservata limitatamente durante i mesi dell'estate australe.

## Caratteristiche fisiche
La stella principale è una stella bianca peculiare di tipo spettrale A0, la sua massa è 3,5 volte quella solare, mentre il raggio è 5 volte superiore.
È anche classificata come variabile Alfa2 Canum Venaticorum, la sua magnitudine apparente varia da +2,62 a +2,70 in un periodo di 3,62 giorni, inoltre ruota velocemente su se stessa tanto da completare una rotazione in soli 3,66 giorni, contro i 25 giorni del Sole.
La secondaria, Theta Aurigae B, è invece una stella gialla di sequenza principale, separata visualmente di 3,5 secondi d'arco, nella realtà dista 185 U.A. da A e impiega almeno 1200 anni a completare una rivoluzione attorno alla principale. La sua massa è equiparabile a quella solare.
Una terza stella, di undicesima magnitudine distante 49", è solo una doppia ottica e non è legata gravitazionalmente al sistema.
La magnitudine assoluta del sistema è di -1,01 e la sua velocità radiale positiva indica che la stella si sta allontanando dal sistema solare.